# قوات السلام التركية القبرصية
قيادة قوات السلام التركية القبرصية (KTBK) هي القوة العسكرية في الجمهورية التركية لشمال قبرص كواحدة من الفيلق التسعة للقوات البرية التركية.
يقع مقر القيادة في جيرن. تحت قيادته ، هناك 2 فرقة مشاة ميكانيكية ، 1 لواء مدرع. إن قيادة قوات الأمن في جمهورية شمال قبرص التركية ، وهي العنصر المسلح في الجمهورية التركية لشمال قبرص ، تابعة بشكل غير مباشر لقوات السلام التركية القبرصية.